# 送分 (板球)
在板球运动中，送分（extras）指的是击球手击中板球所得分之外的得分。送分有时会称为杂项得分（sundries）。
送分计入击球一方的总分，但不计入击球手的得分，但击球手击中“废球”所得的分仍会列入其个人成绩。送分很多的比赛会被认为防守方投球十分差劲，反之则认为投球相当精准。

## 送分种类

### 废球
在投球过程中，裁判可以根据投球员、守门员和其它守备员的犯规动作判罚“废球”（no ball）。
最常见的废球是因为在投球动作（delivery）进行中投球员前足越过前区域线（popping crease）；也有的是投球手的后足碰到或落入后区域线（return crease）；第三种原因是由于投球手作扔球（throw）或掷球（chuck）的动作。这一条在近来一段时期的国际比赛中备受争议。
对废球的处罚为一分（在某些单日赛中为两分，还可能附加一个“自由打击”）；此外，废球不计作该投球轮中六个好球之一，也就是每投出一个废球，则该投球轮的球数增加一次，但是作为个人资料统计记入该击球手面对的投球总数内。击球手击球所得的分数，无论是跑位得分还是长打（boundary）得分，都算入击球一方的总分，但只有击球手用球板击中得到的分数才能算入其个人得分；如今废球数也记入投球手的成绩中，使得投球统计资料更为精确。

### 歪球
投出的球如果离击球手太远，使得击球手无法击中，而且击球手身体或装备的任何部分都没有接触到球，则称之为歪球（wide）或者偏球（在有限轮比赛中对歪球的定义相对更为严格，因为投出无法击中的球可以被认作是浪费对方球数的行为）。
歪球罚一分，与废球同样不算作该轮中的六个好球之一。然而如果投球被判为废球，则此球不能再算作歪球。同样，击球手击球所得的分数，无论是跑位得分还是长打，都记入攻击方总分；而对于防守方，歪球数也记入投球手的成绩。

### 失误点
如果投出的球（包含废球和歪球）没有被击球手的球板击中，或没有碰到击球员身体的任何部位，击球员可以作跑位得分的动作；而当球穿越守门手防区并一路滚到界绳，则不论击球员有无跑位，都可以得四分，也就是得到失误点（bye）。
这项得分和其它送分同样会分开计算不列入击球员的个人成绩，不过通常会算在守门手的表现数据上。

### 触身点
如果球击中击球手的身体，但不能构成触身出局（lbw），而且击球手试图避免被击中，或者试图用球板击球，此时击球手可以跑位得分。这种情况下，不论球接触到任何部位，都被称为触身点（leg bye）。
触身球得分不计入投球手或任何守备员的表现，因为这种情况偶然发生，而且并不是他们的失误。

### 罚分
2000年板球规则改变后，因违规而罚送五分的情况如下：
- 防守队员位于较为危险的防守位置时可以使用头盔。在头盔不用的情况下（比如，防守队员都处于离击球手较远距离的防守阵型），头盔可以放在守门手的身后。但如果球击中放置在地上的头盔时，五分将送给击球方。
- 如果防守队员没有使用自己身体进行防守（如，使用帽子或其它衣物接球），或者未经裁判同意而进场的防守队员接触到球，五分送给击球方。
- 如果裁判认为防守方违规改变球况（ball tampering），则送击球方五分。
- 如果防守一方故意干扰或阻碍击球手，送击球方五分。（若干扰或阻碍发生在击球员接球之前，防守队应首先被警告；但如果发生在接球之后，将直接判罚送给击球方五分）
- 如果在被警告之后，防守队仍旧破坏球道（pitch）的受保护区域或者蓄意在投球轮之间浪费时间，罚五分送给对方。

至于击球方被罚分的情况也有，如下：
- 如果击球方在被警告之后试图“偷”分或者缺跑（run short），故意拖延时间，以及两次警告后仍破坏球道保护区，则防守方得到五分。此时的罚分加入防守一方上一局的比分，若防守队还未曾击球，则计入下个半局，即他们的首个击球局。